# 손재범
손재범(1987년 11월 21일~ )은 대한민국의 스타크래프트 프로게이머 출신 프로게임단 코치이다. nbs[gm] 이라는 아이디를 사용하며, 배틀넷 소속은 West 서버 Op [gm] 클랜이며, 종족은 프로토스이다. 소속팀은 CJ 엔투스이다.
2006년 하반기 드래프트에서 CJ 엔투스의 3차 지명으로 입단하였다.
2010년 7월 프로리그 로스터에서 플레잉코치로 변경되었다. SK플래닛 프로리그부터는 코치로 전향하며 프로게이머를 사실상 은퇴하였다. 손재범은 프로게이머 시절 팀플로만 잠시 활약했으며, 공식전 출전도 매우 적다.
2013년에 군에 입대했고, 현재는 제대했다.

## 수상 경력
- 2006년 제16회 커리지 매치 입상
- 2008년 신한은행 프로리그 2008 팀플전 다승왕
- 2009년 PGL 시즌4 그랜드파이널 4강